# Einar Lindholm
Carl Einar Lindholm, född 20 juli 1913 i Göteborg, död 11 augusti 1990 i Stockholm, var en svensk fysiker och professor vid Kungliga Tekniska högskolan (KTH) som var verksam inom området atom- och molekylfysik.
År 1942 disputerade Lindholm vid Stockholms högskola på doktorsavhandlingen Über die Verbreiterung und Verschiebung von Spektrallinien: experimentelle und theoretische Beiträge ("Om spektrallinjers breddning och förskjutning: experimentella och teoretiska bidrag"). Förutom spektroskopi inkluderade hans forskningsområden bland annat kvantkemi och masspektrometri. I april 1993 ägnades ett nummer av tidskriften Organic Mass Spectrometry åt Einar Lindholms minne.
Lindholm var aktiv som debattör för kärnkraft, och kom i denna fråga ofta på kollisionskurs med Hannes Alfvén, som var KTH-professor i ett näraliggande ämne.
Einar Lindholm var gift med Kerstin Lindholm (1916–2008), filosofie licentiat och lektor vid Socialinstitutet. Makarna är begravda på Djursholms begravningsplats.